# Hexaglandula corynosoma
Hexaglandula corynosoma är en hakmaskart som först beskrevs av Lauro Travassos 1915.  Hexaglandula corynosoma ingår i släktet Hexaglandula och familjen Polymorphidae. Inga underarter finns listade i Catalogue of Life.